# Hans Hugo von Kleist-Retzow
Hans Hugo von Kleist-Retzow (ur. 25 listopada 1814 w Kikowie, zm. 24 lipca 1892 tamże) – pruski nadprezydent i konserwatywny polityk.
Hans Hugo von Kleist-Retzow był synem Hansa Jürgena von Kleist i Augusty von Borcke (z domu von Glasenapp). Na początku swojej edukacji był nauczany przez duchownego, następnie uczęszczał do szkoły w Schulpforte (obecnie część miasta Bad Kösen). Studiował prawo na Uniwersytecie w Getyndze i na Uniwersytecie Humboldta w Berlinie.
W latach 1844–1851 był  landratem prusko-niemieckiego powiatu Belgard. W 1848 roku stanął na czele konserwatywnej partii junkierskiej. Był współzałożycielem czasopisma Kreuzzeitung.
W latach 1849–1852 należał do Partii Konserwatywnej pruskiej Izby Poselskiej. W roku 1851 został wybrany na nadprezydenta prowincji Nadrenii. Po powołaniu Wilhelma I na urząd regenta, zostałw 1858 roku zwolniony z tej funkcji i przeprowadził się do rodzinnego Kikowa.

## Publikacje
- Der Adel und die Kirche, Berlin, 1866 (de)